# Mesoleptus infestus
Mesoleptus infestus là một loài tò vò trong họ Ichneumonidae.